# Моль, Альберт
Альберт Моль (нидерл. Albert Mol; 1 января 1917, Амстердам — 9 марта 2004, Ларен) — голландский автор, кино- и телеактёр. Он появлялся в фильмах и телевизионных шоу на протяжении всей своей карьеры, которая длилась почти 60 лет.
Моль родился в Амстердаме, был одним из первых открытых актёров-бисексуалов Голландии. Женился на Люси Бор в 1948 году и развёлся с ней в 1955 году. В 1949 году у них родилась дочь — актриса Кика Моль. 16 марта 1998 года он зарегистрировал отношения с Биллом Гуэрдоном, который умер 17 августа 2003 года. Моль умер в Ларене от аневризмы.